# Rejon zwienigowski
Rejon zwienigowski (ros. Звениговский район) – rejon w należącej do Rosji nadwołżańskiej republice Mari El.
Rejon leży w południowej części republiki i ma powierzchnię 2.748 km². 81,4% tego obszaru stanowią lasy, a 11,3% – tereny wykorzystywane rolniczo. 1 stycznia 2006 r. w rejonie żyło 45 177 osób. Ośrodkiem administracyjnym jest miasto Zwienigowo, liczące  12.455 mieszkańców (2005 r.). Pozostałe ośrodki osadnicze na terenie tej jednostki podziału administracyjnegow rejonie mają charakter wiejski i 72% populacji rejonu stanowi ludność wiejska.
Gęstość zaludnienia w rejonie wynosi 16,4 os./km².